# Will Buxton
William Frank Buxton (Portsmouth; 14 de febrero de 1981), más conocido como Will Buxton, es un periodista deportivo y presentador británico, especializado en Fórmula 1.

## Biografía
Buxton nació en Portsmouth, pero creció en Malvern. Asistió a la King's School, donde fue corista en la catedral de Worcester bajo la dirección de Donald Hunt. Continuó sus estudios en Lord Wandsworth College y Sixth Form College de Farnborough en Hampshire antes de estudiar política en la universidad de Leeds. Mientras estaba en la universidad, Buxton comenzó a escribir para GrandPrix.com. En 2002 se incorporó a la revista oficial de la Fórmula 1, donde trabajó como redactor hasta que cerró en febrero de 2004, cuando pasó a trabajar como autónomo.
A Buxton se le ofreció el puesto de responsable de prensa para la temporada inaugural de GP2 Series y posteriormente fue ascendido a Director de Comunicaciones. En 2008, Buxton se convirtió en editor de la revista virtual GPWeek y en 2009 comenzó a ofrecer comentarios en vivo para la GP2 y GP2 Asia Series para Formula One Group.
En 2018, Buxton anunció que estaba comprometido con Victoria Helyar, quien trabajaba en marketing para Racing Point F1 Team. Se casaron el 16 de abril de 2022.

## Carrera deportiva
En 2014, Buxton fue invitado a participar en la Florida Winter Series. Corrió en tres eventos, junto a los futuros pilotos de Fórmula 1 Max Verstappen, Lance Stroll y Nicholas Latifi.

## Fórmula 1
En 2010, Buxton se unió a Speed, un canal de deportes de motor propiedad de Fox Sports, como reportero del pitlane de Fórmula 1, hasta que perdió los derechos de retransmisión de la F1 a finales de 2012. En 2013, los derechos de transmisión de Fórmula 1 pasaron a manos de NBC Sports, donde Buxton retomó su rol, además de unirse posteriormente al equipo de transmisión de NBC para las carreras de IndyCar Series hasta 2017.
En una entrevista para Sky Sports F1 en diciembre de 2017, Buxton apoyó los cambios que Liberty Media había realizado mientras dirigía la Fórmula 1, a pesar de que estos cambios le hicieron perder su trabajo en NBC Sports.
Buxton regresó a la Fórmula 1 de manera oficial en 2018, convirtiéndose en el primer presentador digital de Formula One Group. Presenta una serie de funciones en F1 TV y el canal oficial de F1 en YouTube, incluido Weekend Warm-Up (anteriormente Paddock Pass), una función que transfirió de NBC.
Buxton ha aparecido en las seis temporadas de la serie documental de Netflix Formula 1: Drive to Survive, basada en las temporadas de Fórmula 1 2018, 2019, 2020, 2021, 2022 y 2023, dando sus opiniones sobre los eventos cubiertos en la serie.
En 2019, Buxton lanzó su primer libro, titulado: My Greatest Defeat: Stories of Hardship and Hope from Motor Racing's Finest Heroes, con ilustraciones de Giuseppe Camuncoli.

## Filmografía

### Televisión
| Año       | Título                      | Papel    | Plataforma | Ref.          |
| --------- | --------------------------- | -------- | ---------- | ------------- |
| 2019-2024 | Formula 1: Drive to Survive | Él mismo | Netflix    | [ 13 ] [ 14 ] |

### Series web
| Año       | Título       | Papel    | Plataforma | Notas                                     | Ref.   |
| --------- | ------------ | -------- | ---------- | ----------------------------------------- | ------ |
| 2018-2022 | Paddock Pass | Él mismo | F1 TV      | Temporadas 2018, 2019, 2020, 2021 y 2022. | [ 15 ] |

## Videojuegos
| Año  | Título  | Plataforma             | Desarrollador          | Ref.   |
| ---- | ------- | ---------------------- | ---------------------- | ------ |
| 2020 | F1 2020 | Playstation, Xbox y PC | Codemasters            | [ 16 ] |
| 2021 | F1 2021 | Playstation, Xbox y PC | Codemasters, EA Sports | [ 17 ] |
| 2022 | F1 22   | PlayStation, Xbox y PC | Codemasters, EA Sports |        |